# Wet verankering en bekostiging gemeentelijke watertaken
De Wet verankering en bekostiging van gemeentelijke watertaken (ook wel afgekort "Wet gemeentelijke watertaken") is een Nederlandse wijzigingswet van 28 juni 2007 die de taken van gemeenten ten aanzien van de afvoer van regenwater en grondwater regelt. De Gemeentewet, de Wet op de waterhuishouding (in 2009 opgegaan in de Waterwet) en de Wet milieubeheer werden erdoor gewijzigd.
De wet bevat onder meer de nieuwe rioolbelasting (de rioolheffing ter vervanging van het bestaande rioolrecht), waarmee de gemeenten de aanleg en het beheer van de riolering betaalt. Ook definieert en verheldert de wet de taak van gemeenten voor wat betreft afvloeiend hemelwater en grondwater. Daarmee verduidelijkt het ook de rolverdeling van gemeente, waterschap, provincie en - heel belangrijk - de burger (perceeleigenaar).
De Tweede Kamer heeft dit wetsvoorstel (nummer 30 578) op 15 februari 2007 met algemene stemmen aangenomen.  Er zijn twee amendementen vastgesteld.
Het wetsvoorstel is door de Eerste Kamer op 26 juni 2007 als hamerstuk vastgesteld. Op 16 augustus 2007 volgde publicatie in het Staatsblad. Bij Koninklijk Besluit trad de wet op 1 januari 2008 in werking. Voor invoering van de rioolheffing geldt een overgangsregeling tot 1 januari 2010. Gemeenten moeten verder binnen 5 jaar na inwerkingtreding een 'verbreed' GRP (gemeentelijk rioleringsplan) vaststellen. Bovendien moesten zij uiterlijk 1 januari 2010 het rioolrecht hebben omgezet in een rioolheffing.
De hierboven beschreven wet is op 22 december 2009 opgegaan in de nieuwe Waterwet die toen in werking trad. De Wet gemeentelijke watertaken is voor het laatst gewijzigd op 1 januari 2010; artikelen IV en V zijn nog steeds in werking.